# Cees van Wingerden
Cornelis Simon (Cees) van Wingerden (Alblasserdam, 4 mei 1927 - Brummen, 20 juli 2012) was een Nederlands politicus.
Van Wingerden was een gepensioneerde manager van onder andere DSM die vier jaar AOV-Tweede Kamerlid was. Hij maakte sinds mei 1995 nog alleen met W.J. Verkerk deel uit van de AOV-fractie, nadat een conflict met Jet Nijpels was ontstaan. Kort voor de verkiezingen van 1998 kwam het ook tot een breuk met zijn fractiegenoot Verkerk. In de Kamer hield hij zich vooral bezig met financieel-economische zaken.
Hij overleed in het Gelderse Brummen en werd begraven op de Algemene Begraafplaats aldaar.
- Biografisch Portaal: 76319600
- Parlement.com: vg09llltdjxl